# Jaro Křivohlavý
Jaro Křivohlavý (19. března 1925 Třebenice – 27. prosince 2014 Praha) byl český psycholog a spisovatel. Zabýval se psychologií zdraví, experimentální psychologií, logoterapií, pozitivní psychologií a problematikou manželského života. Napsal řadu populárně-vědeckých knih věnovaných mj. tématům štěstí, stresu, stárnutí nebo odpuštění a jeho pozitivním vlivu na lidské zdraví.

## Biografie
Roku 1942 ve věku 17 let byl jako student roudnického gymnázia zatčen a uvězněn v Malé pevnosti nacistického koncentračního tábora v Terezíně. Později pracoval tři roky na dole Prago IV v Kladně.
Po maturitě v Roudnici studoval v letech 1945-1949 na Filozofické fakultě UK obory psychologie – filozofie a anglistika, v roce 1950 mu byl udělen doktorát filozofie.
V roce 1966 se stal kandidátem věd, roku 1976 se habilitoval na Filozofické fakultě UK a získal tak titul docenta. V roce 1996 ho prezident republiky Václav Havel jmenoval univerzitním profesorem psychologie.
Prvních 15 let profesního života pracoval ve Výzkumném ústavu bezpečnosti práce v Praze. V období 1967–1994 byl zaměstnán v Institutu pro další vzdělávání lékařů v Praze. V průběhu těchto let učil a publikoval v Čechách i v zahraničí. Později přednášel psychologii zdraví na Fakultě humanitních studií Univerzity Karlovy.
Byl křesťanem, pokřtěn byl v roce 1939, byl členem Českobratrské církve evangelické a presbyterem, 19. května 1977 byl v Praze-Braníku ordinován jako laický kazatel. Za totality byl po tři období (1971–1985) svobodně zvoleným laickým členem vedení této církve (v Synodní radě byl po celé období prvním náměstkem synodního kurátora).
Od roku 1951 byl ženatý, měl 3 děti, 8 vnoučat a 10 pravnoučat.